# Gaston Regairaz
 (janvier 2014).
Si vous disposez d'ouvrages ou d'articles de référence ou si vous connaissez des sites web de qualité traitant du thème abordé ici, merci de compléter l'article en donnant les références utiles à sa vérifiabilité et en les liant à la section « Notes et références ».
Gaston Regairaz, né le 23 avril 1930 à Lyon et mort le 22 décembre 2013 à Chambéry, est un architecte français DPLG.

## Biographie
Il fréquente le lycée Vaugelas de Chambéry avec Roger Godino.
Élève à l'École nationale supérieure des beaux-arts (E.N.S.B.A.) dans le cadre de l'atelier Auguste Perret, il obtient son diplôme en 1958. Ses origines savoyardes et son apprentissage de l'urbanisme le conduisent au début des années 60 à revenir à Chambéry dans un premier temps au sein du cabinet d'architecture Berthe Jomain Chappis à Chambéry, puis à Courchevel, s'intéresser et travailler au développement des stations de sports d'hiver dont l'expansion était encore à venir. Il travaille pour Laurent Chappis. Il intègre alors l'Atelier d'architecture en montagne (AAM) aux côtés de Denys Pradelle.
Dans le même temps, son ancien camarade de lycée, Roger Godino, ingénieur polytechnicien  enseignant le management d'entreprise à INSEAD, lui propose de participer à la création  d’une nouvelle station de ski en Tarentaise. Gaston Regairaz lui présente alors son collègue architecte Guy Rey-Millet qui lui-même présente le guide de haute montagne et berger Robert Blanc.
À eux quatre, ils formeront le noyau initial de l'équipe qui créa la station Les Arcs (Savoie) à partir de 1965,.
Il sera amené à collaborer pendant plus de 20 ans avec l'architecte et designer Charlotte Perriand dans ce projet.

## Réalisations
- Arc 1600 - Pierre Blanche, édifice labellisé « Patrimoine du XXe siècle » de la Savoie en 2003[4]
- Arc 1800 : Charvet-Villards-Charmetogé, édifice labellisé « Patrimoine du XXe siècle » de la Savoie en 2003[5]